# کایمیتو (سوکره)
کایمیتو (انگلیسی: Caimito, Sucre) نام شهری در کشور کلمبیا است.